# Relationer mellan Argentina och Sverige
Relationer mellan Argentina och Sverige refererar till de bilaterala relationerna mellan Argentina och Sverige. Argentina har idag en ambassad i Stockholm och Sverige har en ambassad i Buenos Aires samt tre konsulat (i Córdoba, Oberá och Tucumán). Det finns omkring 175 000 svenskättlingar i Argentina.[källa behövs] Den svenska kolonin i Argentina uppskattas idag till ungefär tusen personer, varav en tredjedel bor i Buenos Aires. I Argentina finns ett 30-tal svenska storföretag representerade.

## Historia
Kontakt mellan Sverige och Argentina etablerades 1834 då ett svenskt konsulat öppnades i Buenos Aires. Staterna upprättade diplomatiska förbindelser med varandra den 3 januari 1846. I Paris 1872 skrev Sverige och Argentina under sitt första handelsavtal. 1906 öppnades Sveriges ambassad i Buenos Aires.
1884 la den första svenska ångbåten till i hamnen i Buenos Aires under kapten Erik Adolf Addes befäl. Båten var full med industriprodukter som såldes vidare. 1887 utsågs Adde till ombud för Svenska Exportföreningen och en permanent svensk utställningslokal inrättades på Avenida Belgrano 801 med syfte att omsätta svenska industriprodukter. 1904 invigde rederiägaren Axel Johnson den första direkta ångbåtslinjen mellan Göteborg och Buenos Aires. Detta ökade handelsomsättningen väsentligt. 1910 gick linjen med vinst och namnet ”Johnsonlinjen” började användas i folkmun. Johnsonfartygen gick mellan Sverige och Argentina ända in på 1980-talet innan linjen lades ner.. 1954 grundades Svensk-argentinska handelskammaren som ett svar på de växande kommersiella relationerna mellan de båda länderna. Medlemmar är svenska företag med verksamhet i Argentina, argentinska företag med verksamhet i Sverige och företag eller enskilda personer som på annat sätt har ett intresse av de ekonomiska relationerna mellan Argentina och Sverige.
1977 försvann svenska flickan Dagmar Hagelin under den argentinska militärdiktaturens smutsiga krig. Under detta krig spelade Sverige en viktig roll genom att ta emot ett betydande antal argentinare på flykt undan landets diktatur. 1978 arrangerades Fotbolls-VM i Argentina av general Jorge Videlas militärjunta. Debatt utbröt om Sverige skulle delta eller ej efter man kvalificerat sig till slutspelet.
Det senaste statsbesöket ägde rum var 1998 när Argentinas dåvarande president Carlos Menem besökte Sverige. Sedan 2006 finns Exportrådet på plats med ett handelssekreterarkontor i Buenos Aires Den svenska exporten till Argentina består främst av verkstadsprodukter och då särskilt telekomutrustning.
Den 22 december 2010 meddelades att Sveriges regering samma dag beslutat att stänga Sveriges ambassad i Buenos Aires av ekonomiska skäl under 2011.. Detta besked upphävdes dock ett par månader senare.

## Avtal
Viktigare bilaterala avtal som ingåtts av Sverige och Argentina:
- Handel och betalningar (1957)
- Viseringsfrihetsöverenskommelse (1961)
- Dubbelbeskattningsavtal (1997)
- Luftfartsavtal (1988)
- Investeringsskyddsavtal (1993)
- Trafiksäkerhetsavtal (1998)